# József Mindszenty
Njegova eminencija József kardinal Mindszenty ("Jožef Mindsenti", Csehimindszent, 29. ožujka 1892. – Beč, 6. svibnja 1975.), mađarski crkveni vođa i protivnik komunizma općenito, a posebice mađarskog komunističkog režima.

## Životopis
Rodio se kao Jozsef Pehm u mjestu Csehimindszent, Austro-Ugarska. Godine 1915. postao je svećenik, te se kasnije uspinjao u crkvenoj hijerarhiji.
Zatočila ga je komunistička vlada na čelu koje je bio Bela Kun. To je bilo kratko zatočeništvo. Sukobljavao se s mađarskim kolaboracionističkim režimom koji je surađivao s nacistima. Oni su mu sudili, te je dobio doživotnu robiju, a njegovu izjavu da nije sudjelovao u izdaji, uroti, niti da je prekršio tadašnje zakone, proglasili su ništavnom. 
Četiri dana prije 52. rođendana, postao je primas Mađarske i nadbiskup te tako de facto glavni poglavar Rimokatoličke Crkve u Mađarskoj. Pronacistički režim ga je osudio, ali je oslobođen u travnju 1945. kada je u Mađarsku ušla Crvena armija. 
Dolaskom komunista na vlast stvari se za kardinala nisu poboljšale. Kad je 1956. izbila revolucija, on je hvalio ustanike, iako je bio pod pritiskom. Kad su sovjetski tenkovi izveli invaziju na Mađarsku 4. studenog 1956. potražio je savjet od Imre Nagya. On mu je rekao da se skloni u Veleposlanstvo SAD-a, što je on i učinio, provevši mnogo godina u takvom zatočeništvu. Imao je ultrakonzervativna stajališta, pa nije imao puno simpatizera. Papa Pavao VI. tek je poslije njegove smrti ustoličio novoga mađarskog nadbiskupa.
Iako većina biskupa ode u mirovinu s ili oko 75 godina starosti, on je uporno odbijao glasine o ostavci, rekavši da ga niti jedan kanon ne obvezuje da odstupi u tom periodu. Tek 1971. ide van iz Mađarske, umrijevši u Beču s 83 godine. Dolaskom 1990-ih godina, njegovi ostaci su vraćeni kući.